# 작은 꿈이 꽃필 때
작은 꿈이 꽃필 때는 1972년 공개된 대한민국의 영화이다.

## 배역
- 신성일
- 윤정희
- 김희갑
- 주증녀
- 박암
- 윤인자
- 이낙훈
- 최삼
- 김칠성
- 지계순
- 임예심
- 권일정
- 이정애
- 정미경
- 임운학
- 고설봉

## 수상
- 1972년 제11회 대종상
  - 장려상 - 우진필름
  - 남우조연상 - 김희갑
  - 여우조연상 - 도금봉
- 1973년 제19회 아시아영화제
  - 기획상 - 정진우[1]